# Amonardisz
Amonardisz, más írásmóddal Amenirdiszu, görögösen Amürtaiosz (?, i. e. 5. század – Memphisz, i. e. 399. október) ókori egyiptomi uralkodó, a XXVIII. dinasztia egyetlen fáraója. Véget vetett Egyiptomban az első perzsa uralomnak (a XXVII. dinasztia uralkodásának), majd öt éven át uralkodott, i. e. 404-től i. e. 399-ben bekövetkezett kivégzéséig. Vele kezdődött Egyiptom utolsó olyan jelentősebb, békés időszaka, amikor egyiptomi uralkodó ült a trónon; ez a korszak hatvan éven át tartott, az i. e. 343-ban zajlott peluszioni csatáig.

## Említései

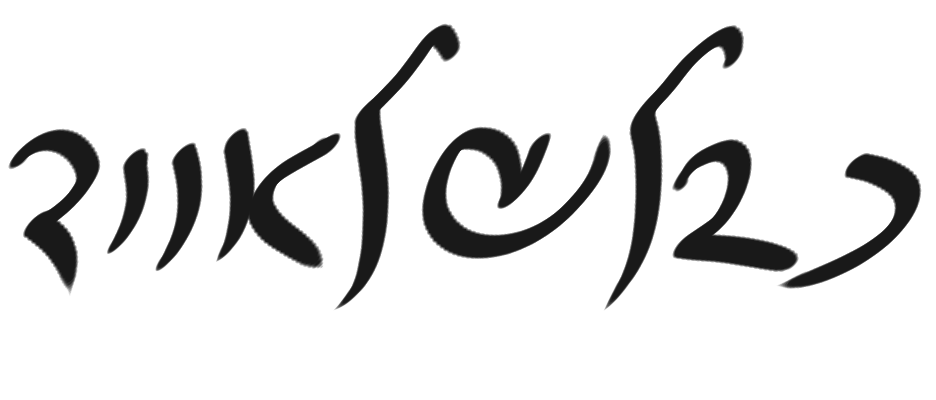
Neve démotikus írással

Sextus Julius Africanus Chronographiai című művében Amyrteosnak, Caesareai Eusebius Chroniconjában Amirtaiosnak nevezi — mindkettő eredeti egyiptomi neve, az Amenirdiszu („Ámon adta őt”) átírásából ered. Mint Africanus, mint Eusebius feljegyzi, hogy hat éven át uralkodott. Az i. e. 3./2. századi Démotikus krónika szerint:

„»Elmúlt a tegnapi nap«. Ez azt jelenti, hogy az első uralkodó, aki az idegenek, azaz a médek után következik, Amyrtaios lesz. Miután az ő idejében a törvényt visszaállították,...Nem következett utána fiának uralma.

»Az első«. Ez azt jelenti, hogy az első, aki a médek után jön. Miután úgy intézkedett, hogy ne (tartsák be) a jogot, keresték azt, ami ő ellene van. Nem engedték, hogy fia kövesse, hanem eltávolították őt még életében.”

Amonardisz rokonságban állhatott a XXVI. dinasztiával, amely dinasztia uralmának a perzsa megszállás vetett véget i. e. 525-ben. Nagyapja valószínűleg az a Szaiszi Amonardisz volt, aki a líbiai II. Inarosszal, III. Pszammetik fáraó unokájával együtt i. e. 465–463 között felkelést vezetett I. Artakhsaszjá perzsa király perzsa uralkodó egyiptomi szatrapája ellen. Őt csak arámi és görög nyelvű források említik, a Démotikus krónikában „gyakorlatilag ismeretlen uralkodó”-ként szerepel. Semmilyen lelet nem maradt utána, egyiptomi neve is csak a démotikus szövegekből rekonstruálható.

## Uralkodása
Amonardisz már i. e. 411-ben felkelést vezetett I. Dárajavaus perzsa király ellen a Nílus-delta nyugati részén, szülővárosa, Szaisz környékén. A perzsa uralkodó halálát követően, i. e. 404-ben Amonardisz fáraóvá kiáltotta ki magát. Iszokratész szerint II. Artakhsaszjá röviddel trónra lépése után összehívta seregét Phoeniciában, Abrokomasz vezetésével, és vissza akarta foglalni Egyiptomot, de a fivérével, Ifjabb Kürosszal felmerülő problémák miatt a hadjáratra nem kerülhetett sor, így az egyiptomiaknak elég idejük maradt megszabadulni a perzsa uralomtól. Bár a Nílus-delta nyugati részét i. e. 404-ben már Amonardisz uralta, Elephantinében még i. e. 401-ben is II. Artakhsaszját ismerték el az ország királyának – i. e. 400 szeptemberében azonban már az elephantinéi papiruszokon is Amonardisz 5. éve szerepel dátumként. Az elephantinéi papiruszok arról is tanúskodnak, hogy Felső-Egyiptom i. e. 404–400 között (de talán még i. e. 398-ban is) perzsa irányítás alatt maradt – II. Artakhsaszjá hadseregében, az ifjabb Kürosz ellen i. e. 401-ben folytatott hadjáratában is még voltak egyiptomi csapatok –, míg a Deltát Amonardisz uralta.
Diodórosz Szikülosz az i. e. 1. században írt Biblioteca historicában beszámol róla (XIV, 35.3–5), hogy egy Pszammetik nevű király — aki alighanem Amonardisszal azonos; a „Pszammetik” talán uralkodói neve lehetett, ami nem maradt fenn — meggyilkolta Tamosz görög tengernagyot, aki Egyiptomban keresett menedéket a lázadó Kürosz leverése után. Amennyiben így történt, ez Amonardisz kísérlete lehetett arra, hogy kibéküljön a perzsa uralkodóval.  Amonardisz valószínűleg szövetséget kötött Spártával; a görög városállam gabonáért cserébe katonai segítséget kínált.
Amonardiszt a mendészi I. Nefaarud győzte le csatában, majd végezte ki Memphiszben. Az arámi nyelvű Brooklyn 13. papirusz szerint erre i. e. 399 októberében került sor. Nefaarud ezután követte Amonardiszt a trónon, és az alsó-egyiptomi Mendészbe helyezte a fővárost.

## Fordítás
- Ez a szócikk részben vagy egészben  az   Amyrtaeus című angol Wikipédia-szócikk ezen változatának fordításán alapul.  Az eredeti cikk szerkesztőit annak laptörténete sorolja fel. Ez a jelzés csupán a megfogalmazás eredetét és a szerzői jogokat jelzi, nem szolgál a cikkben szereplő információk forrásmegjelöléseként.

## Bibliográfia
- Cimmino, Franco (2003). Dizionario delle Dinastie Faraoniche. Milan: Bompiani. ISBN 978-8845255311.
- Clayton, Peter A. (1999). Chronicles of the Pharaohs. London: Thames and Hudson. ISBN 978-0500050743.
- Lemaire, A. (1995). La fin de la première période perse in Égypte et la chronologie judéene vers 400 av. J.-C., Transeuphratène 9, Leuven: Peeters Publishers. pp. 51–61.
- Lloyd, Alan B. (2003). The Late Period, in The Oxford History of Ancient Egypt, edited by Ian Shaw. Oxford: University Press. ISBN 978-0192804587.
- Perdu, O. (2010). Saites and Persians (664—332), in A.B. Lloyd (ed.), A Companion to Ancient Egypt Chichester: Wiley-Blackwell. ISBN 978-1118785140. pp. 140–58 (at pp. 153–7).
- Ray, J.D. (1987). Egypt: Dependence and Independence (425-343 B.C.), in: Achaemenid History I: Sources, Structures, and Syntheses, edited by H. Sancisi-Weerdenburg. Leiden: Nederlands Instituut voor het Nabije Oosten. pp. 79–95.